# Campeonato Alagoano de Futebol de 2019
O Campeonato Alagoano de Futebol de 2019 ou Alagoano Carajás 2019, por motivos de patrocínio foi a 89º edição do campeonato profissional de clubes de futebol do estado de Alagoas. Os três primeiros colocados disputaram a Copa do Brasil de Futebol de 2020

## Regulamento
A competição com 8 (nove) participantes teve início em Janeiro de 2019 e término em Abril de 2019. O Campeonato Alagoano 2019 foi disputado em três fases distintas, a saber: Primeira Fase, Fase Semifinal e Fase Final  Na Primeira Fase, os oito times jogarão em turno único
Os times jogam em sistema de ida, perfazendo um total de 7 (sete) jogos para cada. Ao final da Primeira Fase, os times de futebol classificados nos quatro primeiros lugares de cada grupo, estarão classificadas para a Fase Semifinal do Campeonato Alagoano 2019. Em caso de empate em pontos ganhos entre dois ou mais times de futebol na Primeira Fase, o desempate para efeito de classificação, será efetuado observando os seguintes critérios abaixo:
1. Maior número de vitórias
2. Melhor saldo de gols
3. Maior número de gols pró (marcados)
4. Confronto direto
5. Menor número de cartões vermelhos recebidos
6. Menor número de cartões amarelos recebidos
7. Sorteio

Na Fase Semifinal, as Entidades de Prática se enfrentam, em jogos de ida e volta,
com mando de campo da segunda partida da Entidade de Prática com melhor campanha na Primeira Fase, classificando-se os vencedores do confronto para a Fase Final. Os jogos da Fase Semifinal acontecerão de acordo com o seguinte chaveamento: 1º Lugar x 4º Lugar e 2º Lugar x 3º Lugar. Em caso de empate em pontos ganhos entre as duas Entidades de Prática na Fase Semifinal, o desempate para efeito de classificação, será efetuado observando os seguintes critérios abaixo:
1. Melhor saldo de gols nas duas partidas da Fase Semifinal;
2. Melhor campanha na Fase Hexagonal.

Na Fase Final, as Entidades de Prática vencedoras do confronto Semifinal se enfrentarão, em jogos de ida e volta, com mando de campo da segunda partida da Entidade de Prática com melhor campanha somadas todas as fases anteriores. Parágrafo único – Em caso de empate em pontos ganhos entre as duas Entidades de Prática na Fase Final, o desempate para efeito de definir o Campeão será efetuado observando os seguintes critérios abaixo:
1. Melhor saldo de gols nas duas partidas da Fase Final;
2. Cobrança de pênaltis de acordo com os critérios adotados pela International Board.

À Entidade de Prática vencedora da Fase Final do Campeonato Alagoano 2019 será atribuído o título de Campeão Alagoano 2018, além de obter uma das vagas na Copa do Brasil 2020 e uma das vagas na Copa do Nordeste 2020. À Entidade de Prática perdedora da Fase Final do Campeonato Alagoano 2019 será atribuído o título de Vice-Campeão Alagoano 2019, além de obter uma das vagas na Copa do Brasil 2020. Na disputa pelo terceiro lugar, as Entidades de Prática desclassificadas na Fase Semifinal se enfrentarão, em jogos de ida e volta, com mando de campo da segunda partida da Entidade de Prática com melhor campanha somadas todas as fases anteriores. Em caso de empate em pontos ganhos entre as duas Entidades de Prática, o desempate para efeito de definir o 3° Colocado será efetuado observando os seguintes critérios abaixo:
1. Melhor saldo de gols nas duas partidas;
2. Cobrança de pênaltis de acordo com os critérios adotados pela International Board.

À Entidade de Prática vencedora do confronto será atribuído o título de 3° Colocado no Campeonato Alagoano 2019, além de obter uma das vagas na Copa do Brasil 2020; à Entidade de Prática perdedora do confronto será atribuído o 4° lugar no Campeonato Alagoano 2019.
Do Representante na Série D
O Campeão e o vice  Alagoano de 2019 será o representante no Campeonato Brasileiro da Série D de 2020, conforme disposto no Ofício DCO/GER – 777/15 encaminhado pela Confederação Brasileira de Futebol, exceto para os representantes já classificados para as competições nacionais, caso em que se seguirá a classificação final do Campeonato Alagoano 2019. Caso o representante alagoano no Campeonato Brasileiro da Série D de 2019 obtenha uma das vagas para disputar o Campeonato Brasileiro da Série C de 2020, o representante alagoano no Campeonato Brasileiro da Série D de 2020 será a Entidade de Prática imediatamente melhor colocada observando-se a classificação final do Campeonato Alagoano 2019. Fica desde já definido que o Campeão Alagoano de 2019 será o representante no Campeonato Brasileiro da Série D de 2020, observadas as exceções do caput.
Do Rebaixamento
A Entidade de Prática classificadas em 8º  lugar na classificação final será rebaixada ao Campeonato Alagoano da Segunda Divisão 2020. Parágrafo único – Em caso de empate em pontos ganhos entre duas ou mais Entidades de Prática , o desempate para efeito de classificação, será efetuado observando os seguintes critérios abaixo:
Fica estabelecido o acesso de 01 (duma) Entidades de Prática, a Campeã  do Campeonato Alagoano da Segunda Divisão 2019 para o Campeonato Alagoano da Primeira Divisão 2020.

## Primeira Fase

### Classificação
| Pos | Equipes         | Pts | J | V | E | D | GP | GC | SG | Zona de classificação              |
| --- | --------------- | --- | - | - | - | - | -- | -- | -- | ---------------------------------- |
| 1   | CRB             | 16  | 7 | 5 | 1 | 1 | 12 | 3  | +9 | Classificados para as semifinais   |
| 2   | CSA             | 14  | 7 | 4 | 2 | 1 | 10 | 4  | +6 | Classificados para as semifinais   |
| 3   | Coruripe        | 11  | 7 | 3 | 2 | 2 | 11 | 10 | +1 | Classificados para as semifinais   |
| 4   | Jacyobá         | 10  | 7 | 3 | 1 | 3 | 12 | 10 | +2 | Classificados para as semifinais   |
| 5   | CEO             | 8   | 7 | 2 | 2 | 3 | 10 | 12 | -2 | Permanecem para o Alagoano de 2020 |
| 6   | Murici          | 7   | 7 | 2 | 1 | 4 | 6  | 11 | -5 | Permanecem para o Alagoano de 2020 |
| 7   | ASA             | 7   | 7 | 1 | 4 | 2 | 9  | 11 | -2 | Permanecem para o Alagoano de 2020 |
| 8   | Dimensão Capela | 4   | 7 | 1 | 1 | 5 | 5  | 14 | -9 | Segunda Divisão 2020               |

| Pos | 1ª  | 2ª  | 3ª  | 4ª  | 5ª  | 6ª  | 7ª  |
| --- | --- | --- | --- | --- | --- | --- | --- |
| 1   | JAC | CRB | CRB | CRB | CSA | CSA | CRB |
| 2   | CRB | CSA | CSA | COR | CRB | CRB | CSA |
| 3   | DIM | COR | COR | CSA | COR | COR | COR |
| 4   | ASA | DIM | CEO | CEO | CEO | JAC | JAC |
| 5   | MUR | JAC | DIM | DIM | JAC | CEO | CEO |
| 6   | CEO | ASA | JAC | JAC | ASA | ASA | MUR |
| 7   | CSA | CEO | ASA | ASA | MUR | MUR | ASA |
| 8   | COR | MUR | MUR | MUR | DIM | DIM | DIM |

|  |                                |
|  | Classificados para a Semifinal |
|  | Segunda Divisão 2019           |

## Fase Final
Em itálico, os times que possuem o mando de campo no primeiro jogo do confronto e em negrito os times classificados.
|  | Semifinais | Semifinais | Semifinais | Semifinais |       |     | Final | Final | Final | Final |
|  |            |            |            |            |       |     |       |       |       |       |
|  | Jacyobá    | 2          | 0          | 2          |       |     |       |       |       |       |
|  | CRB        | 3          | 2          | 5          |       |     |       |       |       |       |
|  | CRB        | 3          | 2          | 5          |       | CRB | 0     | 1     | 1 (2) |       |
|  |            |            |            |            |       | CRB | 0     | 1     | 1 (2) |       |
|  |            | CSA        | 1          | 0          | 1 (4) |     |       |       |       |       |
|  | Coruripe   | CSA        | 1          | 0          | 1 (4) | 2   | 1     | 3     |       |       |
|  | Coruripe   |            |            |            |       | 2   | 1     | 3     |       |       |
|  | CSA        | 6          | 1          | 7          |       |     |       |       |       |       |

|  | Disputa do 3° lugar |   |   |   |
|  |                     |   |   |   |
|  | Jacyobá             | 0 | 2 | 2 |
|  | Coruripe            | 1 | 3 | 4 |

## Maiores Públicos

### Média de público
A média de público considera apenas os jogos da equipe como mandante.
| Nº | Time            | Total  | Jogos | Média |
| -- | --------------- | ------ | ----- | ----- |
| 1  | CSA             | 29 985 | 6     | 4 998 |
| 2  | CRB             | 28 037 | 6     | 4 673 |
| 3  | ASA             | 5 353  | 4     | 1 338 |
| 4  | Dimensão Capela | 1 819  | 2     | 910   |
| 5  | CEO             | 2 537  | 3     | 846   |
| 6  | Coruripe        | 3 879  | 4     | 647   |
| 7  | Murici          | 1 923  | 3     | 641   |
| 8  | Jacyobá         | 2 595  | 5     | 519   |
| —  | Camp. Alagoano  | 76.128 | 36    | 2 175 |

| Maior média de público do Alagoano 2019 |
| --------------------------------------- |
| CSA                                     |

## Artilheiros
- Atualizado até os jogos de quarta-feira, 27 de março de 2019.[2]

| Posição | Jogador         | Clube           | Gols |
| ------- | --------------- | --------------- | ---- |
| 1       | Alexandre       | Jacyobá         | 7    |
| 2       | William Barbio  | CRB             | 6    |
| 3       | Patrick Fabiano | CSA             | 5    |
| 4       | Etinho          | Coruripe        | 4    |
| 5       | Alef Manga      | Coruripe        | 3    |
| 5       | Ciel            | ASA             | 3    |
| 5       | Kaio Felipe     | Dimensão Capela | 3    |
| 5       | Matheus Sávio   | CSA             | 3    |
| 5       | Paulo           | Murici          | 3    |
| 10      | 14 jogadores    | 14 jogadores    | 2    |
| 24      | 24 jogadores    | 24 jogadores    | 1    |

Fonte: Federação Alagoana de Futebol (FAF)

## Classificação final
- a. ^ CSA disputará a Série A 2019 e CRB estará disputando a Série B 2019, de forma que possuem vaga garantida, no mínimo, na Série C 2020. Dessa forma, as vagas na Série D 2020 serão repassadas aos 3º e 4º colocados do campeonato.

## Premiação
| Vice Campeão: | Terceiro colocado: | Quarto colocado: | Melhor do interior: |
| ------------- | ------------------ | ---------------- | ------------------- |
| CRB           | Coruripe           | Jacyobá          | Coruripe            |